# 鴨部村 (愛媛県)
鴨部村（かんべむら）は愛媛県越智郡にあった村である。1954年（昭和29年）に鈍川村、九和村、鴨部村、竜岡村の4か村の合併により、玉川村となり、自治体としては消滅した。玉川村は1962年（昭和37年）に町制施行し玉川町となり、さらに平成の市町村合併で今治市となり、現在に至っている。

## 地理
現在の今治市の南部。高縄半島の内陸部。今治平野の西部。蒼社川中流右岸。
村名の由来
鴨部の名は平安時代から古文書に見える名。『和名抄』越智郡10郡の一つに鴨部とある。
川
蒼社川

## 歴史
中世
鎌倉時代には「鴨部荘」が存在した。
近代
明治時代中期に今治市街から綿ネルの工場が当地にも立地した。

### 沿革
- 1889年（明治22年） 12月15日 - 町村制施行により、畑寺、高野、中村、小鴨部、別所、八幡の6か村が合併して、越智郡鴨部村発足。役場を大字中村におく。
- 1954年（昭和29年） 3月31日 – 鈍川村、九和村、鴨部村、竜岡村の4か村の合併により玉川村となり、自治体としての歴史を閉じる。

```
鴨部村の系譜
（町村制実施以前の村）　（明治期）　　　　　　（昭和の合併）　　　（平成の合併）
　　　　　　　　　　　　町村制施行時
木地　　━━━┓
鈍川　　━━━╋━━━鈍川村━━━━━━━━┓
鬼原　　━━━┛　　　　　　　　　　　　　　┃
長谷　　━━━┓　　　　　　　　　　　　　　┃
大野　　━━━┫　　　　　　　　　　　　　　┃
三反地　━━━┫　　　　　　　　　　　　　　┃
法界寺　━━━┫　　　　　　　　　　　　　　┃
摺木　　━━━╋━━━九和村━━━━━━━━┫
与和木　━━━┫　　　　　　　　　　　　　　┃
鍋地　　━━━┫　　　　　　　　　　　　　　┃
桂　　　━━━┫　　　　　　　　　　　　　　┃昭和29年3月31日　昭和37年4月1日
御厩　　━━━┛　　　　　　　　　　　　　　┃　合併　　　　　　町制施行
畑寺　　━━━┓　　　　　　　　　　　　　　┣━玉川村━━━━━玉川町━━━━┓
高野　　━━━┫　　　　　　　　　　　　　　┃　　　　　　　　　　　　　　　　┃
中村　　━━━┫　　　　　　　　　　　　　　┃　　　　　　　　　　　　　　　　┃
小鴨部　━━━╋━━━鴨部村━━━━━━━━┫　　　　　　　　　　　　　　　　┃
別所　　━━━┫　　　　　　　　　　　　　　┃　　　　　　　　　　　　　　　　┃
八幡　　━━━┛　　　　　　　　　　　　　　┃　　　　　　　　　　　　　　　　┃
葛谷　　━━━┓　　　　　　　　　　　　　　┃　　　　　　　　　　　　　　　　┃
龍岡下　━━━╋━━━竜岡村━━━━━━━━┛　　　　　　　　　　　　　　　　┃
龍岡上　━━━┛　　　　　　　　　　　　　　　　　　　　　　　　　　　　　　　┃平成17年1月16日
　　　　　　　　　　　　　　　　　　　　　　　　　　　　　　　　　　　　　　　┃新設合併、新・今治市発足
　　　　　　　　　　　　　　　　　　　　　　　　　　　　　　　　　　今治市━━╋━━今治市
　　　　　　　　　　　　　　　　　　　　　　　　　　　　　　　　　　朝倉村━━┫
　　　　　　　　　　　　　　　　　　　　　　　　　　　　　　　　　　波方町━━┫
　　　　　　　　　　　　　　　　　　　　　　　　　　　　　　　　　　大西町━━┫
　　　　　　　　　　　　　　　　　　　　　　　　　　　　　　　　　　菊間町━━┫
　　　　　　　　　　　　　　　　　　　　　　　　　　　　　　　　　　吉海村━━┫
　　　　　　　　　　　　　　　　　　　　　　　　　　　　　　　　　　宮窪町━━┫
　　　　　　　　　　　　　　　　　　　　　　　　　　　　　　　　　　伯方町━━┫
　　　　　　　　　　　　　　　　　　　　　　　　　　　　　　　　　　上浦町━━┫
　　　　　　　　　　　　　　　　　　　　　　　　　　　　　　　　　　大三島町━┫
　　　　　　　　　　　　　　　　　　　　　　　　　　　　　　　　　　関前村━━┛

（注記）今治市以下の市町村の合併以前の系譜はそれぞれの市・町・村の記事を参照のこと。

```

## 地域
合併前の旧6か村の名をそのまま大字として継承した。合併し玉川村、玉川町になっても継承された。
畑寺（はたでら）、高野（こうや）、中村（なかむら）、小鴨部（こかんべ）、別所（べっしょ）、八幡（やわた）
なお、現在、今治市になってからの地名表記は「玉川町」に旧の大字を続ける。大字は省く。
例 今治市玉川町畑寺

## 交通
鉄道は通っていない。